# TV Pirata
TV Pirata é um programa de televisão humorístico brasileiro produzido e transmitido pela TV Globo de 5 de abril de 1988 até 8 de dezembro de 1992. Foi criado pelo diretor Guel Arraes e pelo roteirista Cláudio Paiva e foi um dos maiores sucessos do gênero no Brasil, com seu humor com base no nonsense e na sátira, executado por uma equipe de roteiristas que incluía Pedro Cardoso, Luís Fernando Veríssimo, os quadrinistas Laerte e Glauco, e integrantes do Planeta Diário e da Casseta Popular - que viriam a se reunir e formar o Casseta & Planeta.
O sucesso também se deve ao elenco, contando com atores e atrizes renomados como Débora Bloch, Louise Cardoso, Claudia Raia, Marco Nanini, Diogo Vilela, Maria Zilda Bethlem, Guilherme Karan, Ney Latorraca, Pedro Paulo Rangel e Cristina Pereira. O programa ajudou a consolidar as carreiras de atores como Luiz Fernando Guimarães e Regina Casé (ambos revelados pelo grupo teatral Asdrúbal Trouxe o Trombone).
Foi reprisado a partir de 1 de janeiro de 2011 e terminou no ano seguinte pelo Canal Viva. O humorístico foi exibido pelo Canal Viva desde o dia 27 de janeiro de 2016, às 21:00.[carece de fontes?]

## Premissa
O programa carregava influências de programas como Saturday Night Live dos Estados Unidos, Monty Python Flying Circus da Inglaterra e do filme Amazon Women on the Moon, tanto no conteúdo quanto no seu formato.[carece de fontes?] Cada programa consistia em uma série de esquetes, aleatórios ou seguindo o padrão de quadros fixos.
Segundo Luiz Fernando Guimarães, integrante das 3 primeiras temporadas do programa, Guel Arraes estava procurando um pequeno grupo de atores de teatro para colocar o programa no ar.[carece de fontes?]

## O Programa
Vandergleyson Show, transmitido pela TV Bandeirantes em Dezembro de 1987, é considerado o embrião do TV Pirata. O programa foi escrito por Pedro Cardoso e as turmas da Casseta e do Planeta, que apresentou os atores e o esquema inovador de esquetes que seria consagrado no programa da Rede Globo.[carece de fontes?]
Na terça-feira, em 5 de abril de 1988, o programa fez sua estreia na Terça Nobre substituindo indiretamente o Viva o Gordo (quando Jô Soares passou para o SBT, seu espaço nas segundas-feiras foi ocupado pela Tela Quente) como principal humorístico da Globo.
O começo foi devagar e TV Pirata quase foi cancelado.[carece de fontes?] No começo, a audiência não assimilou bem um programa humorístico que não contava com comediantes e sim com atores dramáticos fazendo comédia (mais tarde, alguns destes atores fariam mais comédias em suas carreiras).[carece de fontes?] Também não havia no TV Pirata um conceito de quadros "fixos" comparável ao do modelo de humorísticos tradicionais como Balança Mas Não Cai e Praça da Alegria: diante da contínua criação de novas atrações, nenhum quadro tinha espaço garantido ao longo da temporada.[carece de fontes?]
Nas reuniões de redação, os atores e redatores trocavam ideias e se gostavam de um quadro ou de um personagem, pensavam em torná-lo fixo, como o famoso Barbosa.[carece de fontes?] O programa teve uma grande renovação pois não contava com plateia ou risadas de fundo, ao contrário de todas as atrações da época.[carece de fontes?]
Aos poucos, porém, a organização em esquetes começou a pegar porque fazia piada de todos os tipos, incluindo futebol, política, economia, novelas, celebridades e outros.[carece de fontes?] Nenhuma pessoa de qualquer classe econômica ou social escapava do humor do TV Pirata --- nem a TV Globo, "vítima" de sátiras de Globo Rural (Campo Rural), TV Mulher (TV Macho), Roda de Fogo (Fogo no Rabo) e inúmeros outros programas.[carece de fontes?]
TV Pirata se consolidou como fenômeno do humor brasileiro, rompendo com o estilo de comédia de tipos que vinha da era do rádio e se estendia como padrão dominante na TV desde os anos 1960. O talento dos atores e dos escritores não podia ser negado, o que ajudou o programa a vencer a categoria de melhor humorístico no Troféu Imprensa de 1988.[carece de fontes?]

### 1988
O programa abria com piratas invadindo o centro de programação de uma emissora e colocando no  ar uma fita com uma programação "diferente". Estes foram os quadros mais regulares:
- Fogo no Rabo --- Referindo-se a Roda de Fogo no tema de abertura, era uma extensa sátira aos clichês das telenovelas. Barbosa (Ney Latorraca), um velhote que sempre repetia a última frase que os outros diziam, logo se tornou o personagem mais popular do TV Pirata, sendo lembrado até hoje. Latorraca define o personagem como um de seus maiores papéis.
- TV Macho --- Guilherme Karan teve seu grande papel: Zeca Bordoada, o apresentador.
- Formula 1 --- Luiz Possey satirizava como Galvão Bueno e Pedro Paulo Rangel fazia como Reginaldo Leme, era tipo uma sátira de transmissões de corridas de Formula 1.
- As Presidiárias --- Seriado criado especificamente para destacar as atrizes do elenco. Cláudia Raia teve seu maior papel no TV Pirata como Tonhão, a prisioneira lésbica, em contraste com sua imagem costumeira de símbolo sexual.
- Casal Telejornal --- Regina Casé e Luiz Fernando Guimarães satirizam Leila Cordeiro e Eliakim Araújo, como Maria Helena e Carlos Alberto.

Outros quadros destacados: Relacionamento, Sublime Relacionamento; Supersafo; Combate & Hospital Geral.
Estas temporada foi a que mais teve quadros fixos, que permaneceram no mínimo 5 episódios no programa.[carece de fontes?] Também é a mais adorada pelos fãs pois tem os quadros mais memoráveis.

### 1989
Na abertura de 1989, os atores contracenavam com os atores de novelas famosas como Guilherme Karam disfarçado de Leila e matando Odete Roitman, a vilã de Vale Tudo; Louise Cardoso jogando café e leite nas cabeças de Paulo Autran e Fernanda Montenegro em Guerra dos Sexos e Cláudia Raia tomando banho de espuma nas covas do Cemitério de Sucupira em O Bem-Amado. A abertura usava a tecnologia chamada chroma-key, usada anteriormente em três aberturas seguidas (1985-1987) de Viva o Gordo.[carece de fontes?]
Marco Nanini foi substituído por Pedro Paulo Rangel, que ficou no programa até a última temporada.[carece de fontes?]
Os criadores cumpriram a promessa de não aproveitar em 1989 nenhum quadro ou personagem da temporada anterior, independentemente de critérios de popularidade. A "aposentadoria" de Barbosa foi especialmente lamentada: o personagem só reapareceu no episódio único do talk show Barbosa Nove e Meia. Em geral, os quadros foram menos memoráveis que os de 1988, com destaque para a novela Rala Rala e o seriado Morro do Macaco Molhado.[carece de fontes?]

### 1990
Em 90, a Globo transferiu o programa das noites de terça, para quinta, depois de alguns programas desfez a troca. E em 29 de março daquele ano, entrava no ar a terceira temporada, com muitas mudanças. De volta ao elenco, Marco Nanini substituiu Ney Latorraca em 1990. Louise Cardoso e Cláudia Raia também deixaram o show, tendo seus lugares ocupados por Maria Zilda Bethlem e Denise Fraga. Com um novo tema musical de abertura e novas atrações (a mais lembrada é a novela de época A Perseguida), a terceira temporada do TV Pirata sofreu com a mudança de elenco e com a crise geral da linha de shows da Globo, que não conseguia captar anunciantes (efeito do Plano Collor) nem concorrer com a novela Pantanal. O campeão de audiência de 1988 e 1989 começou a enfraquecer e foi cancelado ainda no primeiro semestre de 1990.[carece de fontes?]

### 1992
Depois de um ano fora do ar (1991), TV Pirata voltou para uma temporada final com grandes mudanças. O programa se tornou mensal, apresentado como uma das atrações da Terça Nobre. O programa não tinha mais quadros nem personagens fixos (exceto o recorrente Caveira, personagem de Antônio Calloni): cada episódio girava em torno de um tema comum (inferno, novela mexicana, TV a cabo e outros). Otávio Augusto, Antonio Calloni e Marisa Orth entraram no elenco. Cláudia Raia também retornou, mas da formação original de 1988, só restavam Débora Bloch e Guilherme Karan. Foi nesta temporada que foi exibido o programa "Quem matou Barbosa?", onde a pergunta dava o tom do programa.[carece de fontes?]

## Legado
Depois de mais de vinte anos e especialmente por suas duas primeiras temporadas, TV Pirata atingiu um status de lenda do humor brasileiro, pois até hoje nunca existiu um programa igual.[parcial?] No ano seguinte ao cancelamento do programa, o grupo Casseta & Planeta e outros colaboradores se reorganizaram em torno de mais um projeto inovador: Doris para Maiores, que por sua vez deu origem ao Casseta & Planeta, Urgente! com Claudio Manoel.
Em 2004, a Globo Vídeo lançou um DVD duplo com os melhores quadros do programa, no primeiro disco, dividido em 4 blocos, 2 deles eram os melhores momentos da programação e os restantes com esquetes. No disco 2, a novela completa Fogo no Rabo e todos os episódios da série "O Segredo de Darcy".
Em 2005, em comemoração aos 40 anos da TV Globo, o canal de TV por assinatura Multishow, também pertencente à Globo, reapresentou 34 episódios da primeira temporada do programa que podem ser vistos completos no Youtube. Alguns quadros do programa também estão disponíveis no YouTube e no website da TV Globo.
A novela Fogo no Rabo, foi reprisada em maio de 2009, dentro do programa vespertino Vídeo Show, mas consequentemente, picotada totalmente; enquanto um capítulo original do programa tinha 6 minutos, era exibido em 2min apenas um trecho e bem cortado. A trama foi exibida em 20 capítulos e o último capítulo não era o mesmo do programa em 1988.[carece de fontes?]
Ela terminou no capítulo em que Barbosa está em um julgamento, isso ocorre no capítulo 13 originalmente, sendo que a trama tem 33. No mesmo programa, foi reprisada a novela Sabrina: os diamantes não são para comer, no mês de novembro de 2010.[carece de fontes?]
No fim de dezembro, o Vídeo Show reprisou TV Pirata: quem matou Barbosa? e em fevereiro, a novela Rala Rala. Em junho, foi a vez da esquete Morro do Macaco Molhado.[carece de fontes?]
Em 2014 a Rede Globo lançou outro DVD, desta vez com as novelas do programa, mas nenhuma tinha sido colocada completa no produto, apenas os primeiros capítulos. Desde 2018 alguns quadros do TV Pirata foram disponibilizados no Globoplay de forma avulsa. Dentre os quadros disponíveis estão duas paródias de novelas completas: Fogo no Rabo, paródia da novela Roda de Fogo e O Segredo de Darcy.

## Quadros
- Fogo no Rabo: era uma novela satírica apresentada dentro do programa parodiando a novela Roda de Fogo, sucesso da TV Globo dois anos antes, porém com os temas usados na trama Mandala, também da Rede Globo. Foi apresentada a partir do ano de 1988. Usava também música da trilha sonora do filme Blade Runner.
  - Sinopse: Reginaldo é um empresário sem escrúpulos que mantem um caso amoroso com a fatal Penélope, mas se aproveita da ingenuidade da apaixonada Natália para explorar a família desta. O pai de Natália, Barbosa é um velho caquético que só repete a última palavra de tudo que os outros dizem e não consegue comandar a família, para o desespero de sua mulher, Clotilde, a "cabeça" do clã. Amílcar é o outro filho do casal, um jovem e rebelde estudante que critica a sociedade, o governo, e não aceita a vida "alienada" de Clotilde e Barbosa. O sonho da romântica Natália é casar-se com seu amado Reginaldo e "ter dois filhos lindos: Danielle Aparecida e Cléverson Carlos". Mas ele na realidade a despreza e a usa para seus golpes. Para auxiliá-lo, Reginaldo conta com a prestativa secretária, dona Mariana e com seu capanga Agronopoulos, uma criatura bizarra, misto "high-tech" de Corcunda de Notre-Dame e Nosferatu.

- Elenco

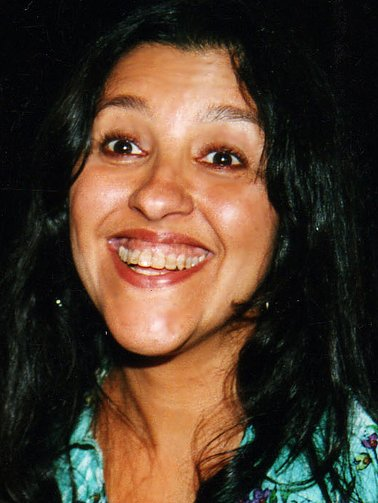
Regina Casé, a Dona Mariana.

  - Luís Fernando Guimarães - Reginaldo
  - Débora Bloch - Natália
  - Ney Latorraca - Barbosa
  - Louise Cardoso - Clotilde
  - Cláudia Raia - Penélope
  - Regina Casé - Dona Mariana
  - Guilherme Karan - Agronopoulos
  - Diogo Vilela - Amílcar
  - Curiosidades: sempre que o nome de Reginaldo era dito, era executado o trecho "Como uma deusa", do refrão da canção "O Amor e o Poder", da cantora Rosanna Fiengo. A referida canção fez parte da trilha sonora da telenovela Mandala, exibida em 1987.
    - No episódio 5 do programa era anunciado o LP Fogo no Rabo Nacional que teria as faixas: Meu Coração Amanheceu Pegando Fogo, o hino do Botafogo e Me Chama, Me Chama.
- As Presidiárias - Consistia de uma prisão feminina, onde ocorriam as mais diversas confusões, em especial numa cela onde quatro (ou seriam três?) moças estavam presas: Maria de Lourdes das Graças, mais conhecida como Tonhão(Cláudia Raia), presa por seduzir e estuprar mais de 400 alunas do Educandário das Carmelitas Israelitas; Olga de Castro (Cristina Pereira), comunista participante do PCCC (Partido Comunista Comunista para Caramba); Isabelle Duffont (Louise Cardoso), uma patricinha e dondoca que foi presa a pedido do pai para começar sua carreira de baixo; e Cristiane F. (Débora Bloch), uma vadia, prostituta, alcoolizada, fedida, mal-paga e torcedora do Botafogo. E ainda há Dona Solange (Regina Casé), a diretora do presídio, que não dá sossego.
- Morro do Macaco Molhado - Exibida em 1989, a esquete retratava as atrizes Louise Cardoso e Cláudia Raia como uma dupla de vigaristas dispostas a dar os mais diversos golpes. As duas residem no Morro do Macaco Molhado, um morro situado na Zona Sul comandado pelo perigoso Paulinho Malandragem, interpretado por Guilherme Karan junto ao seu comparsa, o atrapalhado Edmilson (Pedro Paulo Rangel). Na parte rica da cidade, em um condomínio de prédios mora Marlene (Débora Bloch), uma dondoca fútil e consumista mãe do surfista Mauricinho (Diogo Vilela), que sofrem com os golpes de Maria (Cláudia Raia), a empregada que monta um esquema de gangster com seu namorado Evérton (Luiz Fernando Guimarães), Paulinho e Shirley (Louise Cardoso).
- Plantão da Farmácia Central - uma sequência de esquetes que davam as últimas notícias.
- TV Macho - Nele, Guilherme Karan vivia Zeca Bordoada, um machão que informava aos machões de plantão de todas as notícias do Mundo Macho. Dentre seus bordões, um deles é "a gente come abelha porque mel é coisa de afrescalhado". As entrevistas eram uma outra parte do programa: nelas, Zeca Bordoada entrevistava machões e machonas, pois houve mulheres entrevistadas. Durante as entrevistas, Zeca e os seus entrevistados cuspiam no chão, coçavam-se nas regiões íntimas e por vezes terminavam em brigas.Em suas entrevistas Bordoada conversou com personalidades como:o costureiro Paulo Tesourão,interpretado por Ney Latorraca, a presidiária Tonhão, interpretada por Cláudia Raia, a botafoguense Edicleia Carabina interpretada por Regina Casé, o cowboy americano Billy Joe, interpretado por Marco Nanini e o sexólogo Luís da Mangueira, interpretado por Diogo Vilela. O cenário era extremamente simples: nele, havia duas cadeiras e uma mesa, cheia de garrafas de cerveja em cima. A abertura era um videotape de uma luta de boxe com um logotipo parodiando o do antigo programa TV Mulher, ao som da música Macho Man, do Village People ou ao som de uma guitarra.
- Combate - Sátira do seriado americano Combate!. Nele, Guilherme Karan, Marco Nanini e Luís Fernando Guimarães eram respectivamente, Comandante Klink, Capitão Riley e Tenente O'Hara; três militares americanos perdidos no Vietnã. Não teve fim, pois foi exibido só até o sexto episódio do programa, e novamente, sem conclusão.
- Black Notícias - Inspirado no Jornal Nacional do final dos anos 1980, nele havia dois apresentadores que davam as notícias ao som do hip-hop, e na verdade teve só duas edições, 1 em cada episódios de 1988 e 1989
- Casal Neuras - quadro inspirado pela tira Neuras de Glauco.
- A Coisa - Marco Nanini e Cristina Pereira faziam um cientista louco e sua assistente.
- Sabrina - Os Diamantes Não São Para Comer
- Hospital Geral
- Rala-Rala, pseudo-telenovela
- Supersafo - Diogo Vilela fazia um super-herói que usava o "jeitinho brasileiro" malandro para se safar das confusões.
- Perdidos no Espaço - Narra as agruras de um astronauta norte-americano (Ney Latorraca) e uma cosmonauta soviética (Marco Nanini) tendo de conviver em uma nave à deriva no espaço.
- Barbosa Nove e Meia
- A Perseguida
- Piada em Debate
- Casal Telejornal, paródia de Eliakim Araújo e Leila Cordeiro, com Carlos Alberto e Maria Helena
- Esporte Esportivo - Diogo Vilela fazia uma paródia de Fernando Vanucci, que apresentava o Globo Esporte na época e teve só 3 edições na primeira temporada.
- Matagal e Bacanal  - paródia com a novela Pantanal da TV Manchete, na época de seu auge.
- Formula 1  - Neste quadro, o piloto brasileiro Peixoto (Ney Latorraca) disputava o campeonato de Formula 1 com a equipe Brazuca, fazendo piadas de Nelson Piquet, Ayrton Senna, Alain Prost e Nigel Mansell.
- O Segredo de Darcy - Nele, Darcy é uma "mulher" meio diferente das normais, sempre com métodos nada ortodoxos e com um comportamento abrutalhado demais para o gosto de sua sogra, dona Penélope. E Darcy ainda ainda comanda com mãos de ferro a vida do marido, o panaca Otávio, o Tavinho, filho de Penélope, que sempre se mete na vida do casal.
- Relacionamento, Sublime Relacionamento - Mostrava um marido assumidamente corno com sua mulher chata e exigente, cujo amante não apenas se escondia, mas também morava no armário que tinha até porteiro eletrônico.
- Novela Barro-Seco

## Elenco
| Ator/Atriz              | 1988 | 1989 | 1990 | 1992 |
| Débora Bloch            |      |      |      |      |
| Guilherme Karan         |      |      |      |      |
| Cristina Pereira        |      |      |      |      |
| Diogo Vilela            |      |      |      |      |
| Luiz Fernando Guimarães |      |      |      |      |
| Regina Casé             |      |      |      |      |
| Cláudia Raia            |      |      |      |      |
| Louise Cardoso          |      |      |      |      |
| Ney Latorraca           |      |      |      |      |
| Marco Nanini            |      |      |      |      |
| Pedro Paulo Rangel      |      |      |      |      |
| Denise Fraga            |      |      |      |      |
| Maria Zilda Bethlem     |      |      |      |      |
| Marisa Orth             |      |      |      |      |
| Antônio Calloni         |      |      |      |      |
| Otávio Augusto          |      |      |      |      |

## Roteiristas
- Miguel Falabella
- Patrícya Travassos
- Luís Fernando Veríssimo
- Laerte
- Glauco
- Mauro Rasi
- Vicente Pereira
- Bussunda
- Hubert
- Marcelo Madureira
- Beto Silva
- Cláudio Manoel
- Reinaldo
- Hélio de La Peña
- Alexandre Machado